# Integral de Riemann-Liouville
En matemàtiques, la integral de Riemann-Liouville s'associa amb una funció real {\displaystyle f:\mathbb {R} \rightarrow \mathbb {R} } una altra funció Iα f del mateix tipus per a cada valor del paràmetre α > 0. La integral és una manera de generalització de l'antiderivada repetida de f en el sentit que per a valors enters positius de α, Iα f és una antiderivada iterada de f d'ordre α. La integral de Riemann-Liouville rep el nom de Bernhard Riemann i Joseph Liouville, el darrer dels quals va ser el primer a considerar la possibilitat del càlcul fraccionari el 1832. L'operador està d'acord amb la transformada d'Euler, després de Leonhard Euler, quan s'aplica a funcions analítiques. Va ser generalitzat a dimensions arbitràries per Marcel Riesz, que va introduir el potencial de Riesz.

## Motivació
La integral de Riemann-Liouville està motivada per la fórmula de Cauchy per a la integració repetida. Per a una funció f contínua a l'interval [ a, x ], la fórmula de Cauchy per a la integració repetida n cops estableix que
{\displaystyle I^{n}f(x)=f^{(-n)}(x)={\frac {1}{(n-1)!}}\int _{a}^{x}\left(x-t\right)^{n-1}f(t)\,\mathrm {d} t.}
Ara, aquesta fórmula es pot generalitzar a qualsevol nombre real positiu substituint l'enter positiu n per α, Per tant, obtenim la definició de la integral fraccional de Riemann-Liouville per
{\displaystyle I^{\alpha }f(x)={\frac {1}{\Gamma (\alpha )}}\int _{a}^{x}\left(x-t\right)^{\alpha -1}f(t)\,\mathrm {d} t}

## Definició
La integral de Riemann-Liouville es defineix per
{\displaystyle I^{\alpha }f(x)={\frac {1}{\Gamma (\alpha )}}\int _{a}^{x}f(t)(x-t)^{\alpha -1}\,dt}
on Γ és la funció gamma i a és un punt base arbitrari però fix. La integral està ben definida sempre que f sigui una funció integrable localment i α sigui un nombre complex en el semipla Re(α) > 0. La dependència del punt base a és sovint suprimida, i representa una llibertat en constant d'integració. És evident que I1 f és una antiderivada de f (de primer ordre), i per a valors enters positius de α, Iα f és una antiderivada d'ordre α per fórmula de Cauchy per a la integració repetida. Una altra notació, que emfatitza el punt base, és
{\displaystyle {}_{a}D_{x}^{-\alpha }f(x)={\frac {1}{\Gamma (\alpha )}}\int _{a}^{x}f(t)(x-t)^{\alpha -1}\,dt.}
Això també té sentit si a = −∞, amb restriccions adequades a f.
Les relacions fonamentals es mantenen
{\displaystyle {\frac {d}{dx}}I^{\alpha +1}f(x)=I^{\alpha }f(x),\quad I^{\alpha }(I^{\beta }f)=I^{\alpha +\beta }f,}
l'últim dels quals és una propietat semigrup. Aquestes propietats fan possible no només la definició de la integració fraccionària, sinó també de la diferenciació fraccionària, prenent prou derivades de Iα f.